# 네이트
네이트(영어: Nate)는 SK커뮤니케이션즈가 운영하는 대한민국의 포털 사이트이다. 2002년 7월에 넷츠고와 통합하고 12월, 라이코스코리아와 통합하였다. 2004년에는 온라인 포털사이트 1위인 다음을 처음으로 제치고 1위를 했다. 2009년 2월 28일에는 엠파스와 통합하였다. 2014년 1월 14일에는 자체 검색엔진 서비스를 종료하고 다음 검색엔진을 도입하였다.

## 네이트온
네이트온은 대한민국에서 인기 있는 인스턴트 메신저 클라이언트 중 하나였다. 윈도우용 버전뿐 아니라, 맥 OS X, 리눅스용 베타 버전도 배포하고 있다. 리눅스용 버전은 KLDP 프로젝트로 등록되어 있다. 현재 윈도용 버전은 5.1 정식까지 나와 있다.
2005년에 대한민국 사용자수 1위를 차지하였다. 2005년 5월 셋째주 대한민국의 네이트온은 유저수가 총 754만명이 되어 유저수 650만인 MSN메신저와 차이를 두고 있다.
2014년에는 카카오톡의 PC버전에 밀려서 2위를 차지하고 있는 중이다.

### 단점
- 휴대전화 번호와 이름만으로 자신의 아이디가 검색될 수 있다.[2]
- 본인의 주민등록번호를 바탕으로 나이가 공개된다.

## 서비스
- 네이트 커넥트: 네이트의 마이크로 블로그, 단문 커뮤니티 서비스이다. 네이트온과 싸이월드와의 연동을 지원한다. 지금은 서비스가 종료되었다.
- 네이트 판
- 네이트 지식: 지금은 서비스가 종료되었다.
- 네이트 만화

## 사건 및 사고

### 네이트 개인정보 유출 사건
2011년 7월 27일, 네이트의 3500만 회원의 개인정보 (ID, 이름, 생일, 이메일, 성별, 혈액형, 주소, 연락처(유선전화, 핸드폰), 암호화 주민번호, 암호화 비밀번호 등)가 유출되는 사건이 발생되어, '네이트 해킹피해자 공식카페'라는 카페에서 네이트 개인정보 유출에 대한 집단소송을 준비한 바 있다.

## 스폰서
- 2002 NATE배 온게임넷 스타리그
- NATE MSL 2009
- NATE Pre MSL 로얄로더 토너먼트
- SK플래닛 스타크래프트 II 프로리그 시즌 2 - SK플래닛과 관계있는 자회사 SK커뮤니케이션즈의 브랜드이며 3라운드에서 사용되었다.

## 같이 보기
- 다음
- 엠파스
- 이글루스
- 네이트 판
- 네이트 지식
- 코난테크놀로지
- 네이트 개인정보 유출 사건